# Boumndjack
Boumndjack ou Boum Ndjack est un village de la région du Centre du Cameroun, situé dans la commune de Nguibassal. 

## Population et développement
En 1962, la population de Boumndjack était de 226 habitants. La population de Boumndjack était de 318 habitants dont 177 hommes et 141 femmes, lors du recensement de 2005.     